# Прапор Тетірки
Пра́пор Теті́рки — офіційний символ села Тетірка Пулинського району Житомирської області, затверджений рішенням Тетірської сільської ради.

## Опис
Квадратне полотнище поділене горизонтально на три рівновеликі смуги — жовту, синю, зелену. У центрі полотнища малий герб у жовтій облямівці.